# Yani Urdinov
Yani Urdinov (Macedonisch: Јани Урдинов) (Mechelen, 28 maart 1991) is een voormalig Macedonisch-Belgisch profvoetballer die als verdediger speelde.

## Carrière
Urdinov speelde in de jeugd voor KV Bonheiden, KV Mechelen, PSV en Roda JC Kerkrade. Hij speelde vervolgens voor clubs in Macedonië, Litouwen, Bosnië en Herzegovina, Polen, Albanië, Tsjechië, Azerbeidzjan en Slowakije. Met het Litouwse FK Ekranas won hij in 2012 de A Lyga en bereikte hij de finale om de beker van Litouwen. Met FK Željezničar Sarajevo werd hij in 2013 winnaar van de Premijer Liga en haalde hij de finale om de Bosnische voetbalbeker. In 2012 kwam Urdinov driemaal uit voor het Macedonisch voetbalelftal.